# Moritz Daniel Oppenheim

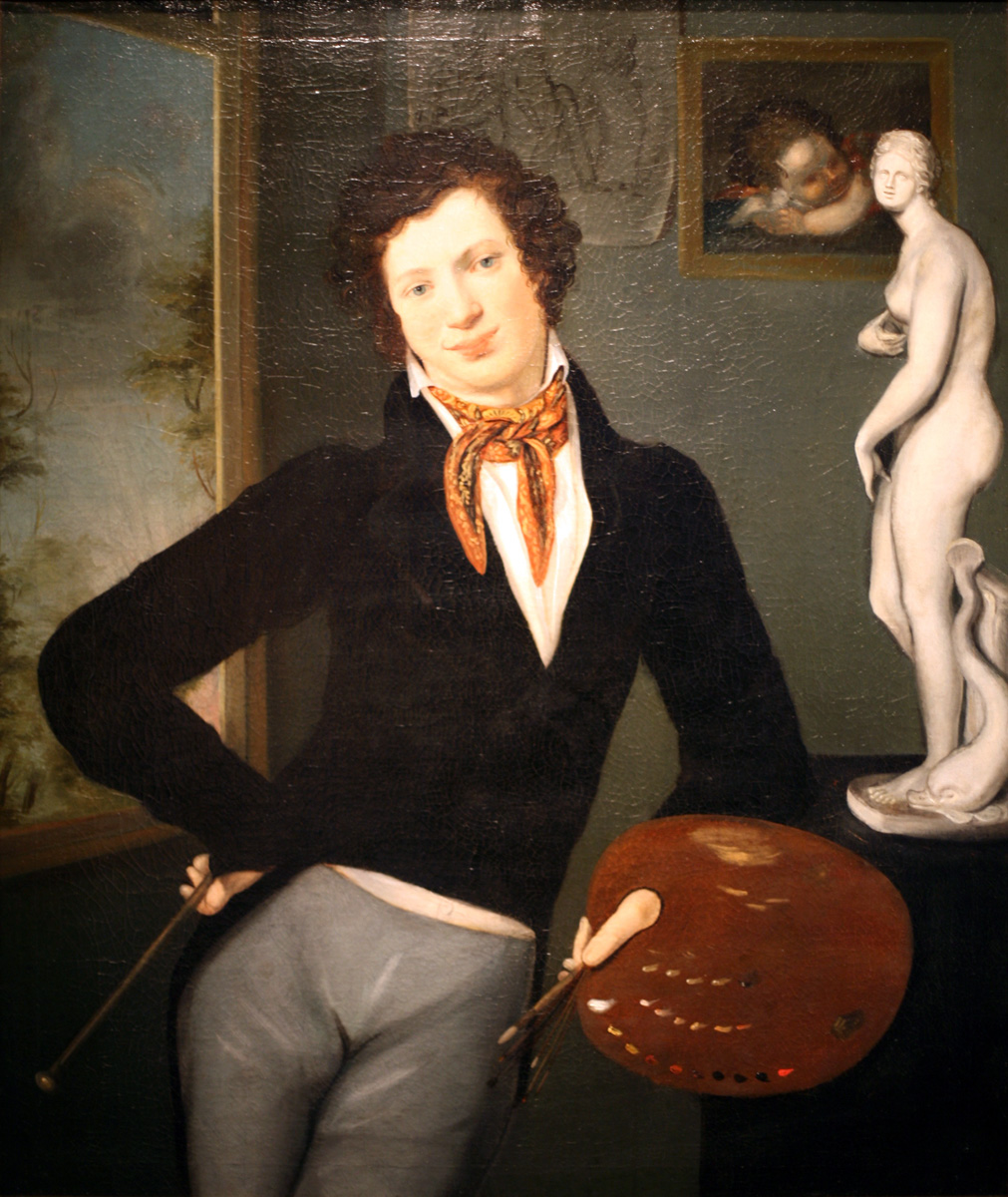
Moritz Daniel Oppenheim, självporträtt.

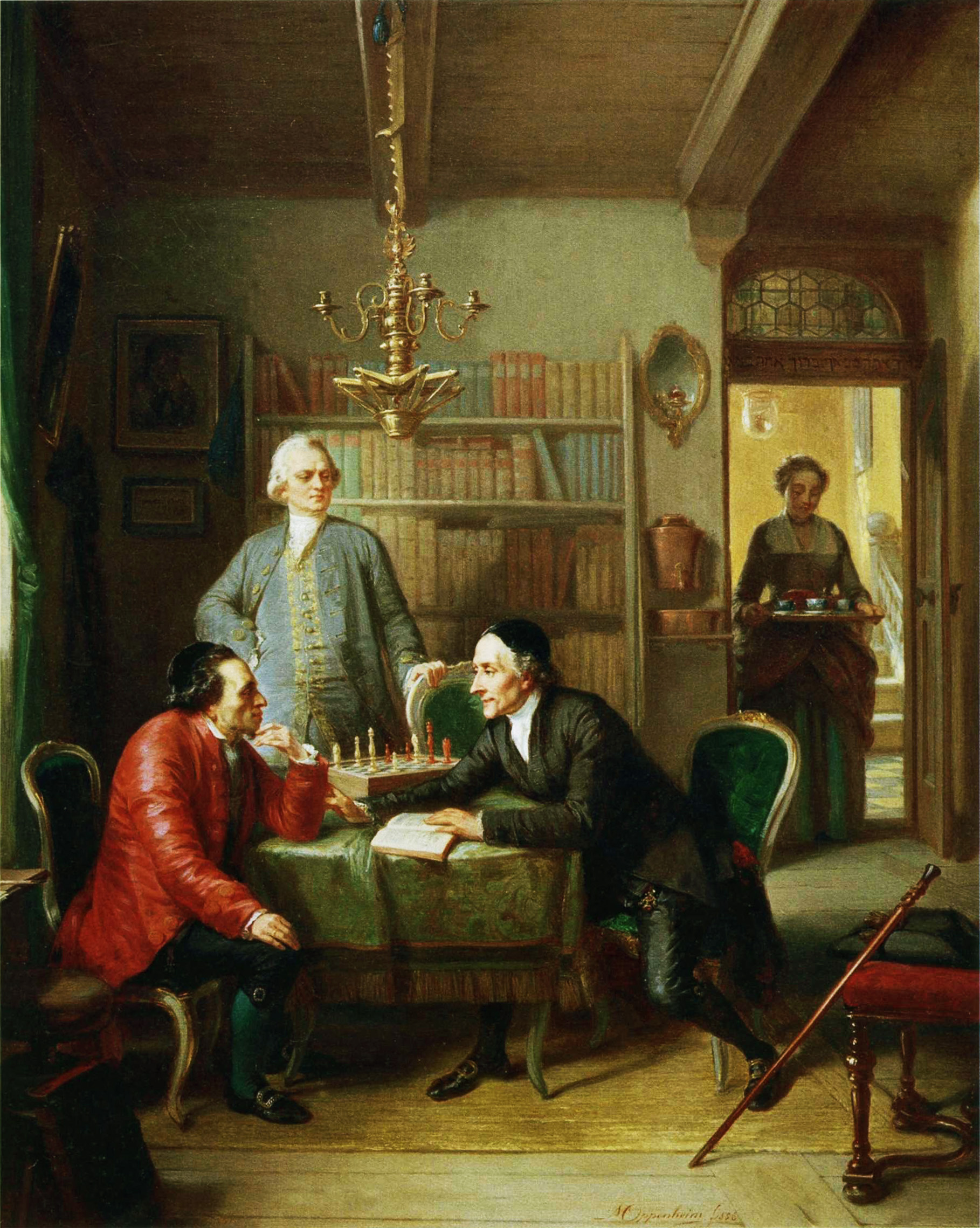
Lessing och Lavater hos Mendelssohn.

Moritz Daniel Oppenheim, född den 7 januari 1800 i Hanau, död den 26 februari 1882 i Frankfurt am Main, var en tysk målare.
Oppenheim studerade i München, Paris och Rom, varefter han slog sig ned i Frankfurt. Själv jude, valde han ämnen ur det israelitiska folkets historia. Utförandet har ansetts något kallt och hårt.
Bland hans arbeten kan nämnas Tobias, Susanna och Noak, en cykel av bilder ur det gammaljudiska familjelivet, Lavater och Lessing hos Moses Mendelssohn, dessutom En bildhuggarateljé (museet i Frankfurt).
Han målade även porträtt, bland annat skalderna Börne (i Bürgerverein i Frankfurt) och Heine.